# Listă de actori irlandezi
Aceasta este o listă de actori irlandezi.
Cuprins: Început - 0–9 A B C D E F G H I J K L M N O P Q R S T U V W X Y Z

## A
- Sara Allgood

## B

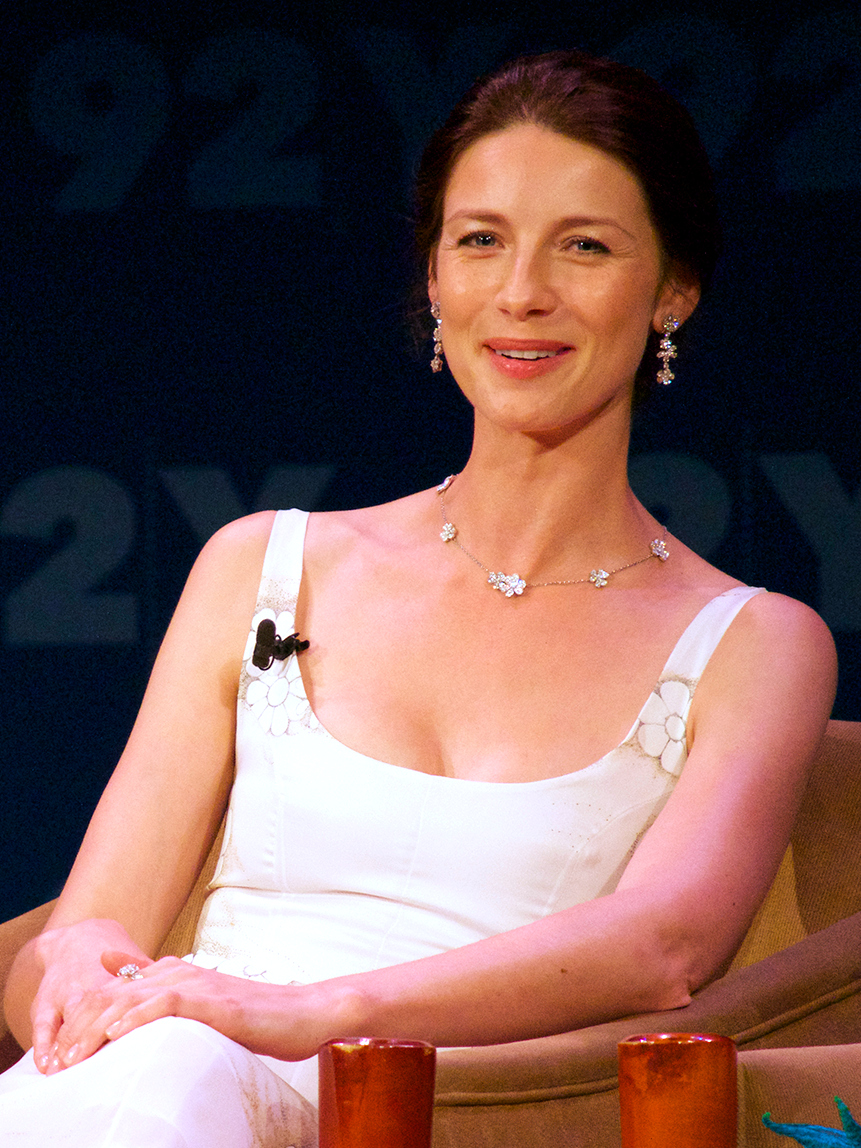
Caitriona Balfe

- Caitriona Balfe
- George Anne Bellamy
- Patrick Bergin
- Ruth Bradley
- Orla Brady
- Kenneth Branagh
- Pierce Brosnan
- Gabriel Byrne

## C
- Claudia Carroll
- Cyril Cusack
- Niamh Cusack
- Sorcha Cusack

## E
- Hilton Edwards

## F
- Colin Farrell
- Michael Fassbender
- Barry Fitzgerald
- Tana French
- Brenda Fricker
- Harrison Ford

## G
- Sir Michael Gambon
- Elizabeth Rosanna Gilbert
- Brendan Gleeson

## H
- Richard Harris
- Valerie Hobson

## K
- Frank Kelly

## L
- Evanna Lynch
- Joe Lynch

## M
- Mícheál Mac Liammóir
- Victor McLaglen
- Colm Meaney
- Charles Mitchel
- Cillian Murphy

## N

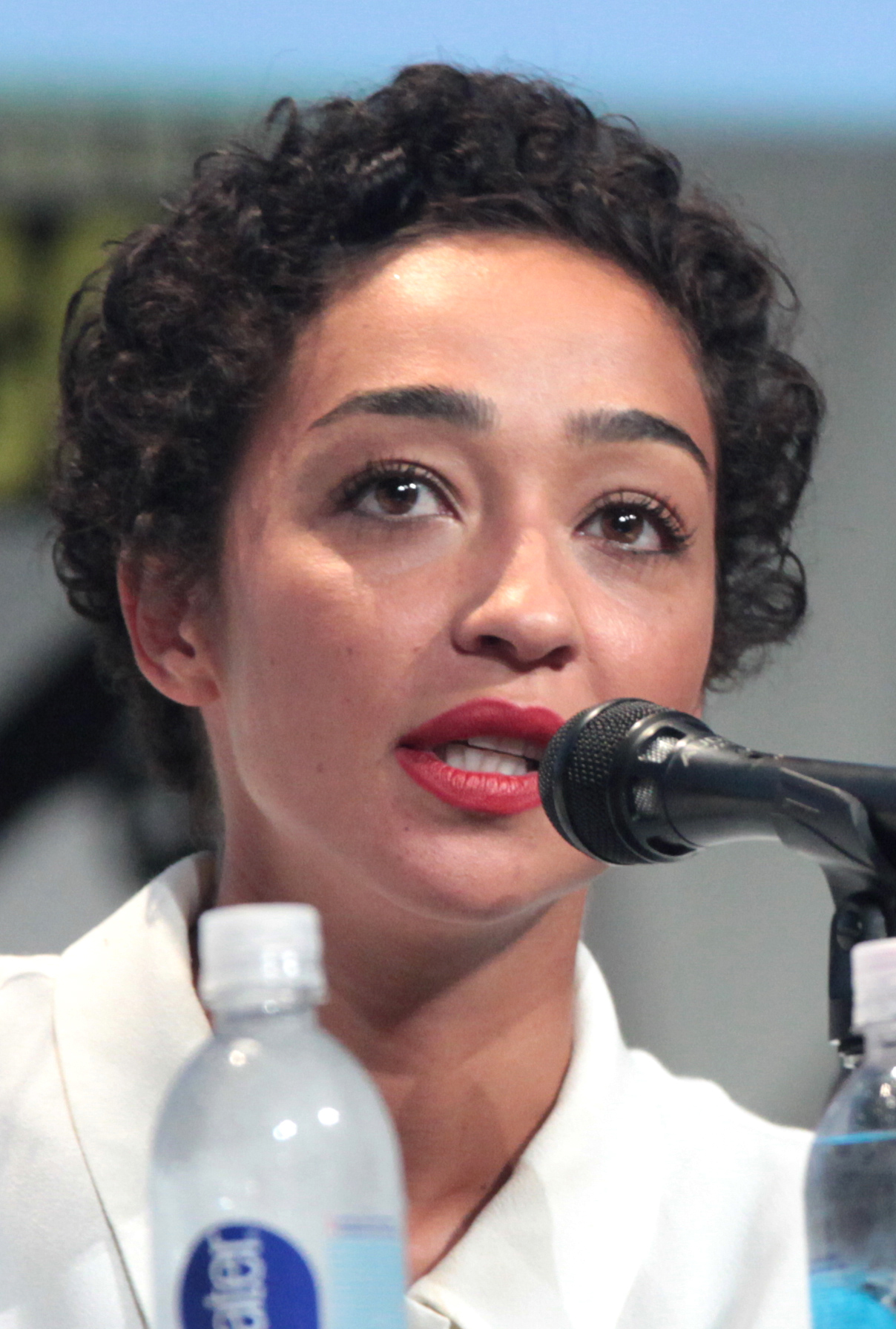
Ruth Negga

- Liam Neeson
- Ruth Negga
- Nora-Jane Noone
- Graham Norton

## O
- Chris O'Dowd
- Ardal O'Hanlon
- Maureen O'Hara
- Milo O'Shea
- Maureen O'Sullivan
- Peter O'Toole

## Q
- Aidan Quinn

## T
- Stuart Townsend
- Aidan Turner

## R
- Stephen Rea
- Jonathan Rhys Meyers
- Lucinda Riley

## S
- Fiona Shaw
- Ciara Elizabeth Smyth

## Vezi și
- Listă de regizori irlandezi

Format:Cinematografia irlandeză